# Hermandad del Escrófalo

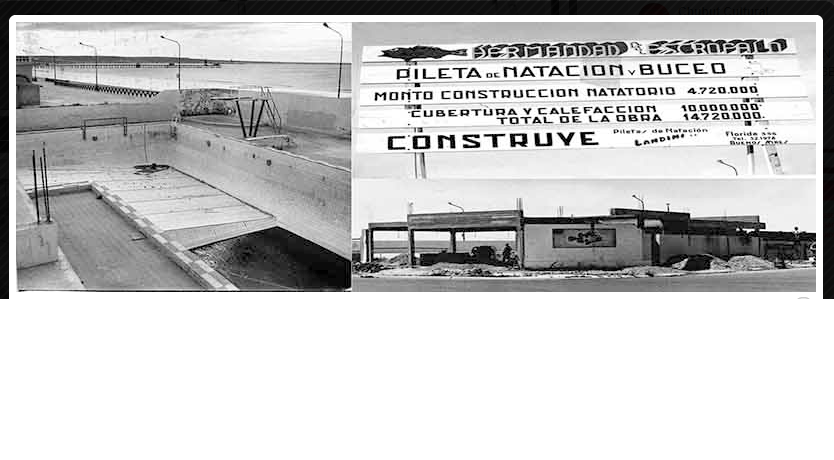
La construcción de la sede y pileta en los 70.

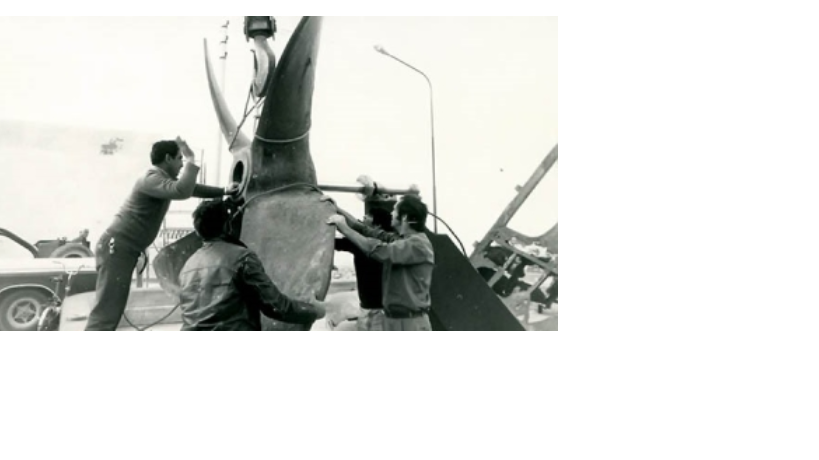
Los buzos de la Hermandad posibilitaron el rescate de la hélice del vapor.

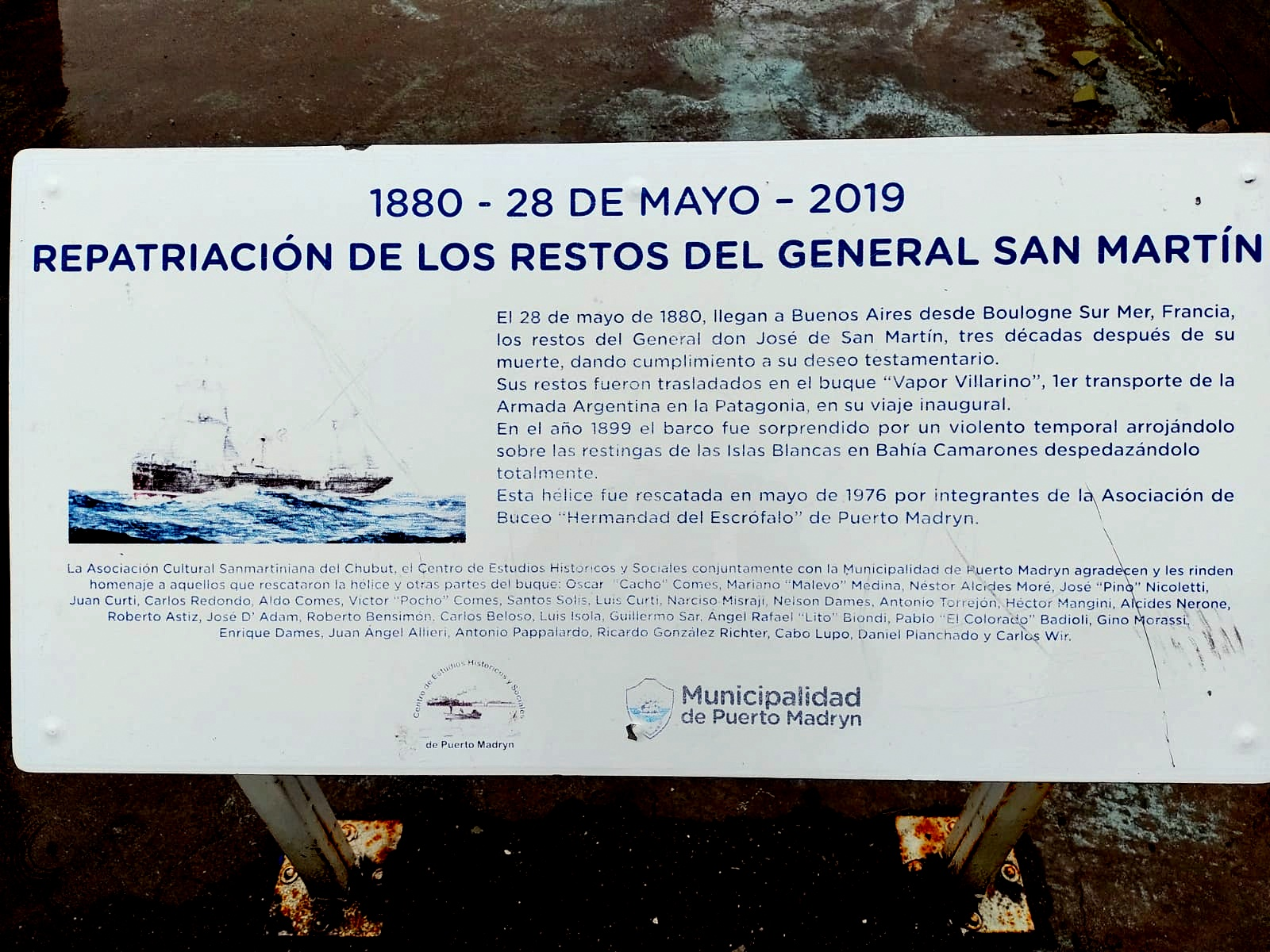
Placa colocada por la municipalidad de Madryn. La misma honra a los miembros de la Hermandad que rescataron los restos de la nave y está colocada junto a la hélice del Villarino.

La Hermandad del Escrófalo fue una asociación de buceo  fundada en la ciudad de Puerto Madryn. Tiene el reconocimiento de haber contribuido a la formación de destacados buzos y nadadores deportivos del país.

## Toponimia
Su nombre memora a la especie sebastes oculatus, conocido localmente como escrófalo. La misma es autóctona de esta zona y está presente desde el intermareal rocoso hasta los 280 metros de profundidad aproximadamente. Es una de las especies de peces más abundantes en los arrecifes rocosos costeros. Suelen estar asociados a cuevas que se forman entre las rocas, refugiados dentro de ellas o rondando en las cercanías de la entrada. La especie no es de interés comercial. La decisión del nombre se debe sobre todo, a que el escrófalo es un simpático pez que agrada a los buceadores. Su comportamiento es muy amigable con los arpones y se lo intentaba cuidar con este sencillo homenaje. En cuanto a la palabra "hermandad", surgió de uno de los viajes a Chile. En el país trasandino les habían contado sobre la Hermandad de la Costa, una entidad internacional relacionada con el mar. Fue así que se le ocurrió a Nelson Dames proponerlo para acompañar el nombre del Escrófalo. Este nombre representaba la valentía de los piratas, más la unión  y la fraternidad reflejada en la palabra hermandad.

## Historia

### Antecedentes
En la década de 1950 se dieron los primeros pasos de la actividad de buceo y pesca subacuática en la ciudad con la llegada del buzo francés Jules Rossi, quién descubrió que la zona de Puerto Madryn, en el Golfo Nuevo contaba con potencialidad para el desarrollo de esta actividad. Posteriormente se crearon diversos clubes y asociaciones, siendo el primero, el Club Argentino de Actividades Subacuáticas (C.A.D.A.S.) fundado por JULES ROSSI en 1954. Entre otros clubes pioneros estuvieron la Asociación Sudamericana de Exploraciones Submarinas “Jules Rossi” (A.S.E.S.) y Club Náutico Atlántico Sud de Puerto Madryn. En el año 1958 nace la primera institución dedicada al buceo, llamada Club de Buceo Puerto Madryn. El mecánico Juan Meisen Ebene copia el equipo autónomo de circuito Pirelli y se comienzan a sumergir con equipos caseros. Meisen Ebene también fabricó los fusiles con banda de goma, con los que comienzan los torneos de caza submarina.En tanto, para el 2 de febrero de 1962, catorce Entidades reunidas en los salones del club Náutico Atlántico Sud de Puerto Madryn en asamblea general constituyente crearon la Federación Argentina de Actividades Submarinas (FAAS). Además, para mediados de la década de 1960, la actividad subacuática había crecido exponencialmente en Puerto Madryn. Se habían realizado varios campeonatos nacionales de caza submarina y los lugareños habían logrado los primeros puestos. 
La actividad estaba patrocinada principalmente por la Federación Argentina de Actividades Subacuáticas (FAAS) y en la ciudad de Tánger. Entre otros hechos se había logrado pertenecer a la Confederación Mundial de Actividades Subacuáticas.

### Fundación
Gracias al auge previamente gestado, se creó una organización para responder al alto interés de la población. El grupo tuvo su ceremonia de fundación se llevó a cabo el 17 de mayo de 1967. La misma tuvo lugar en el Hotel Playa con 7 impulsores iniciales, Adalberto Sosa, Francisco Sanabra, Bruno Nicoletti, Pino Nicoletti, Nelson Dames, Enrique Dames, Mariano Medina.

### Primeras medidas
Luego de la fundación se da rápido y resolución tratamiento a temas de importancia para la vida de la asociación. De este modo, el 22 de mayo de 1967 se incorporó a la Federación Argentina de Actividades Subacuáticas. Unos días más tarde, el 15 de agosto se firmó el contrato con la empresa LANDINI para la construcción de la Pileta. El plan de pagos fue avalado por los vecinos Néstor Moré, Euclides Moré Hipólito García, Antonio Rodríguez Ríos, Antonio Fraire, Juan Tolosa, Bertram Grimm, Siguero, Mangini, Curti, Pablo Korchenewski y todos los integrantes del Consejo Directivo. Gracias a estas acciones el 29 de agosto se aprobó el “operativo ladrillo” presentado por Enrique Dames y Pablo Korchenewski para recabar entre los vecinos parte de los materiales necesarios para construir la pileta, para este objetivo fue de vital importancia el trabajo del maestro Enrique Dames que junto con sus alumnos recorría casa por casa para que la población colabore con la construcción del natatorio. El trabajo intenso de los miembros logró que 12 de septiembre se tuvieran tierras disponibles cedidas por el Club Social y Deportivo Madryn que las ofreció en usufructo por 20 años y otra propuesta ofrecida por la Dirección provincial de Turismo, en tierras ubicadas entre el Club Náutico y la Prefectura Naval Argentina. Finalmente, la comisión el 19 de septiembre optó por el usufructo del club madrynense.

## Logros

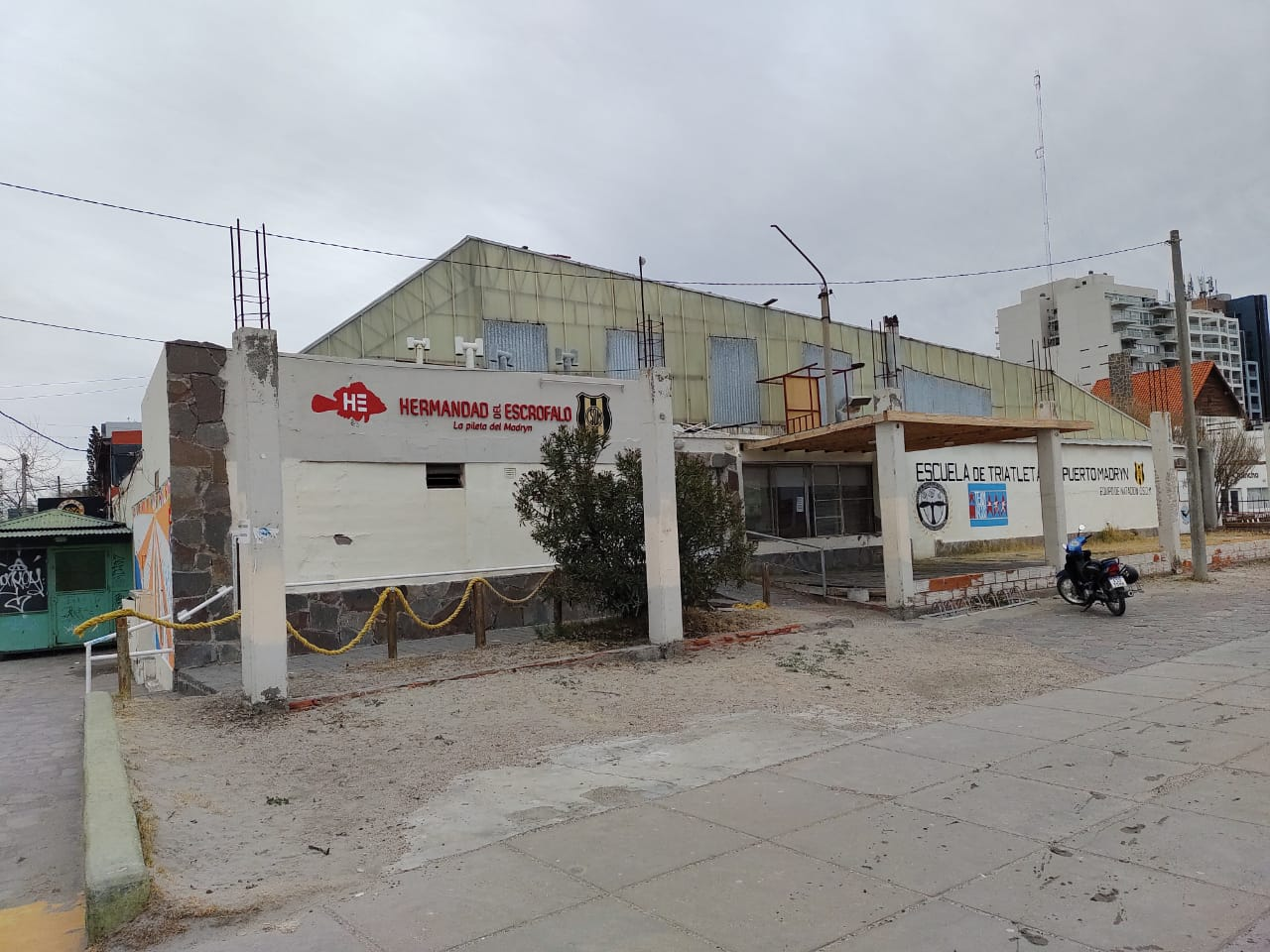
Parte exterior de la pileta construida por la Hermandad del Escráfalo, ya ligada al club Madryn.

### La pileta
Una de las principales acciones que se impulsó fue la construcción de una pileta que permita practicar este deporte durante todo el año. Se dibujaron los planos y se pidió ayuda de la comunidad con la “campaña de ladrillos”. Se pedía la colaboración a todos los vecinos con ladrillos que tenían tirados en el patio o en algún lado para contribuir en esta iniciativa. 
Se anunciaba en la radio y luego se pasaba a buscar el material. Se llegaron a juntar 45.000 ladrillos. La obra no estuvo exenta de problemas, ya para 29 de diciembre de 1967 surgieron graves deficiencias en la obra y demoras en el cumplimiento de los plazos asumidos por la empresa LANDINI. Esto se terminó agravando el 23 de febrero de 1968 cuando se llena la pileta con agua de mar, pero de inmediato aparecen fisuras, grietas y se termina vaciando con hundimientos de parte de la vereda perimetral. La situación llevó a que el 28 de mayo se iniciaran acciones judiciales contra la empresa LANDINI por incumplimiento de contrato más daños y perjuicios. Mientras tanto, los directivos realizaron reuniones con autoridades provinciales solicitando donaciones, préstamos y subsidios. Además, los miembros trabajaron en las obras complementarias de la pileta. Estos trabajos posibilitaron que en marzo de 1969 se vuelva a llenar la pileta y en abril se realizara una exhibición de buceo a periodistas nacionales que se encontraban en la ciudad. Finalmente, el 24 de mayo de 1969, en adhesión a la conmemoración de las Fiestas Patrias, se inauguró la primera etapa de la construcción del natatorio. En la misma estuvo presente el Ing. Oscar Vives, Ministro de Bienestar Social de la provincia, otras autoridades provinciales y municipales que junto con muchos vecinos de Madryn, Trelew y Rawson, presenciaron el acto. La apertura fue cubierta por el diario La Voz de Madryn y marcó un hito para Madryn que contó por primera vez con una pileta de este tipo en su historia. Para el 12 de diciembre se inició la solicitud para que Gas del Estado ampliara la red de gas hasta la pileta y se aprobó la compra de los azulejos para el revestimiento. Para el 15 de abril de 1970 se instaló la caldera para calefaccionar el agua del natatorio. Además, construyó la sala de calderas, el buffet , los baños y vestuarios , dos trampolines, una pileta para niños que fue adornada con un mural del artista plástico Gonzalo Fernández  y se recibe en donación de la municipalidad un mosaico de la Península de Valdés que es colocado en la ochava. En cuanto al juicio contra la constructora en diciembre de 1970 el abogado Dr. Hipólito Solari Yrigoyen,  acordó con la empresa LANDINI el pago de dinero por los daños sufridos y restituyen la posesión de la obra a la Hermandad del Escrófalo, lo que les permitió retomar las obras del natatorio para finalizarlas. 
La pileta pasó a control definitivo del club Deportivo Madryn desde 1987 cuando se cumplió el plazo del uso fructo. Este hecho marcó el final de la hermandad y aseguró que la pileta y otras actividades tuvieran permanencia. De entonces también se abrió una escuela de triatlón.

### Servicios comunitarios

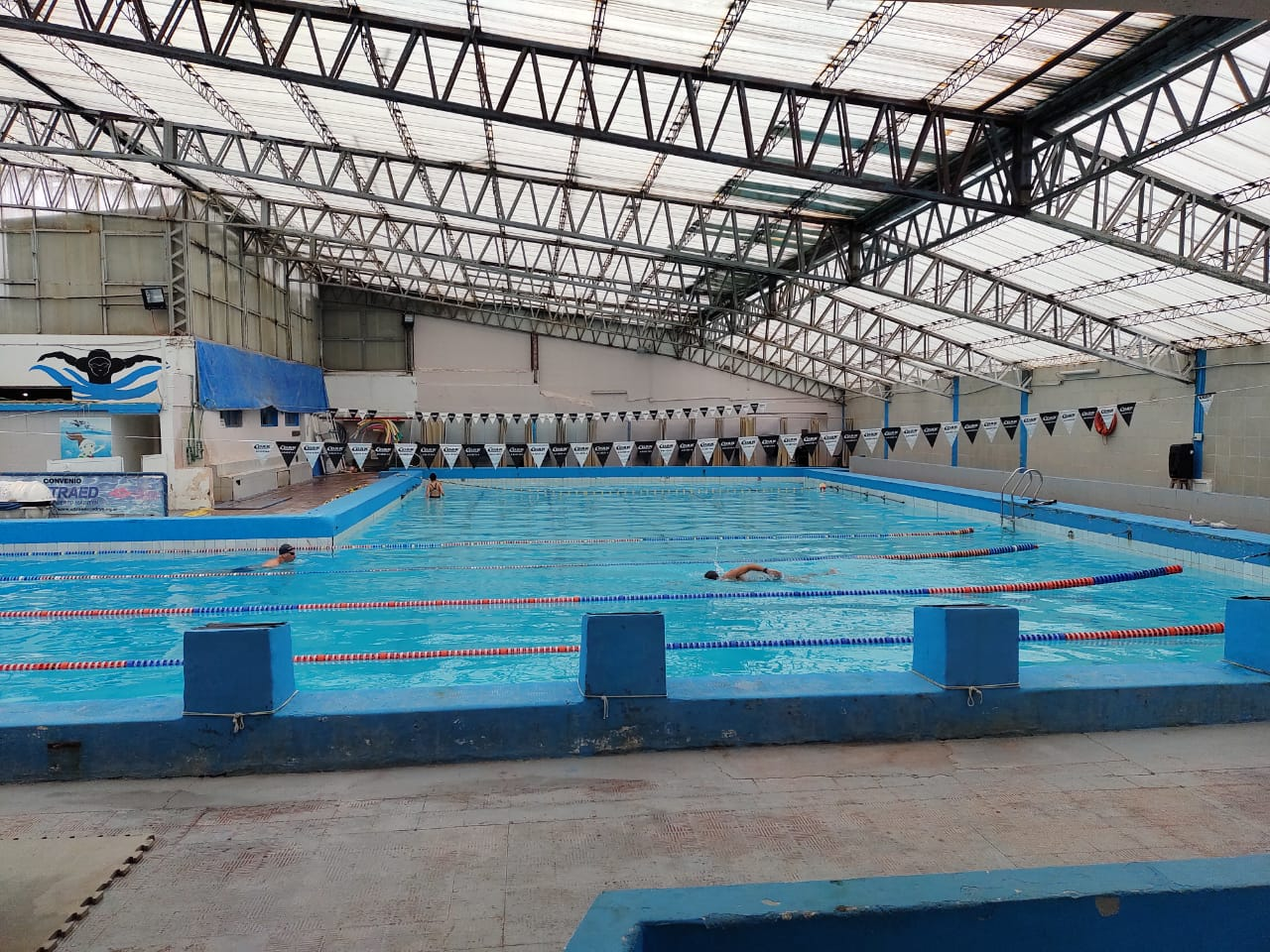
Parte interior de la pileta construida por la Hermandad del Escráfalo.

Una vez solucionado el tema de la pileta los buceadores de la Hermandad del Escrófalo comenzaron a ser reconocidos por sus éxitos deportivos en previos 1967-1968. Así es que  en marzo de 1969 fueron convocados para realizar trabajos que requerían alto grado de especialización por el riesgo que implicaban.  El primer pedido de colaboración vino cuando la Policía del Chubut solicitó primer trabajo de extracción de un automóvil que junto con su conductor habían caído al Río Chubut. Para ello, la Hermandad del Escrófalo designó a  Enrique Dames y Pino Nicoletti. Posteriormente, al producirse el hundimiento de una lancha pesquera “San Cayetano” en aguas del Golfo San Matías se solicitaron los servicios de la  Hermandad por la Prefectura Naval Argentina. La asociación designó a Pino y Bruno Nicoletti quienes luego de cuatro días de trabajo en el mar embravecido, lograron cumplir con éxito la tarea encomendada. En ese mismo año el gobierno provincial solicitó ayuda a la Hermandad del Escrófalo para rescatar una perforadora hidráulica hundida en el Río Futaleufú. La misma se había accidentado en los trabajos para la construcción de la presa.  De inmediato, se designó a Mariano Medina, Adalberto Sosa y Carlos Beloso para realizar el arriesgado trabajo. El mismo fue ejecutado de forma rápida y efectiva; siendo agradecido por el Gobernador del Chubut que los invitó y agasajó en la residencia oficial de la ciudad de Rawson. El valor de las máquinas rescatadas superaba los $20.000.000. Sin embargo, la Hermandad no recibió dinero por ninguno de sus trabajos, ya que el servicio comunitario era parte de los objetivos de la asociación.
En 1970 se dio uno de los trabajos más importantes que realizaron los integrantes de la Hermandad del Escrófalo Mariano Medina, Bruno Nicoletti y R. González Corbacho que consistió en recuperar la antena del radar del portaviones 25 de Mayo hundida a una profundidad de más de 45 metros, después de dos años de intentos por parte de buzos de la marina. En compensación  por la tarea se logró la Armada Argentina donó una lancha de 10 metros de eslora y casi 3 metros de manga, accionada con un motor Mercedes Benz de 85 HP.
En octubre de 1970 buzos de la  Hermandad del Escrófalo rescataron un ancla modelo Danforth en las proximidades del muelle Piedra Buena, en colaboración con los tripulantes del aviso ARA SANAVIRON, que quedó expuesta en el frente de la Hermandad, sobre la Avda. Julio A. Roca, hasta su traslado al sitio costero denominado Paseo de los buceadores.

### Operativo Camarones
El 16 de marzo de 1899, mientras efectuaba su viaje 101 al sur, el Villarino fue arrojado sobre las restingas de las Islas Blancas, en Bahía Camarones, destruyéndose totalmente aunque sin pérdida de vidas gracias al auxilio del crucero 9 de Julio. El barco tenía importancia histórica, dado que en su viaje inaugural transportó los restos del General San Martín desde Francia hacia Buenos Aires.
En abril de 1970 se inició la colaboración con la provincia del Chubut para el “Operativo Camarones”. El operativo tuvo el primer objetivo cuando el 30 de abril 12 hombres de la  Hermandad del Escrófalo iniciaron en Camarones las tareas para ubicar y rescatar los restos del Vapor Villarino. La misión logró que el 1 de Mayo fuera localizado el pecio del Villarino diseminado frente a las Islas Blancas. Esto fue posibilitado por Adalberto Sosa, que realizando tareas subacuáticas para un organismo oficial del Chubut recibió información sobre la ubicación de los restos del naufragio y compartió los datos con otros integrantes de la Hermandad. Luego del hallazgo el histórico transporte volvió a ser noticia. La prensa de Buenos Aires llevó a Camarones a varios de sus corresponsales y llamó a los miembros que participaron del hallazgo “los buzos de la historia”. El Dr. Néstor Alcides Moré filmó una película sobre el operativo que en ese tiempo fue exhibida en diferentes localidades de la provincia. Desde su descubrimiento los buzos recuperaron algunos elementos que quedaron a recaudo de la  Hermandad hasta que las autoridades oficiales decidieran un destino definitivo. 
En el año 1971, en un segundo operativo, rescataron el ancla del Vapor. Se convino con las autoridades de la localidad de Camarones que la misma permanezca en el pueblo, colocada en la Plaza central al pie del Monumento que honra la memoria del General San Martín, la intendenta de la ciudad agradeció la donación a la Hermandad del Escrófalo.
En mayo de 1976 en el llamado Operativo Camarones un grupo de buzos de la Hermandad  rescataron objetos que se destinaron a museos del país. El operativo permitió rescatar, entre otros objetos, la hélice que hoy se exhibe en Madryn como homenaje al General San Martín.
Participaron en la organización y rescate  de la hélice del vapor Villarino: Oscar Comes, Mariano Medina, Néstor Moré, José Nicoletti, Juan Curti, Carlos Redondo, Aldo Comes, Mariano, Pocho Comes, Santos Solís, Luis Curti, Narciso Mizrahi, Nelson Dames, Antonio Torrejón, Héctor Mangini, Alcides Nerone, Roberto Astiz, José D Adam, Roberto Bensimon, Carlos Beloso, Luis Isola, y Guillermo Sar.

### Madryn capital nacional del buceo y homenajes
El 26 de enero de 2013 el Centro de Estudios Históricos de Puerto Madryn y la Comisión Nomencladora de la ciudad de Puerto Madryn,  impusieron el nombre del Dr. Néstor Alcides Moré a la prolongación de la Avenida Gales desde Avenida Roca hacia el mar en homenaje a quien fuera un precursor de las actividades subacuáticas y creador, junto a otros, de la Hermandad del Escrófalo, como así también médico y primer intendente constitucional de Puerto Madryn.
El 28 mayo de ese mismo año la Asociación Cultural Sanmartiniana del Chubut  recordó un nuevo aniversario de la repatriación de los restos del General San Martin. Agradeciendo y rindiendo homenaje  a los buzos de la Hermandad del Escrófalo  que en el año 1970 rescataron la hélice del Vapor Villarino. En el acto se recalcó que se dejó a los madrynenses y comunidad sanmartiniana parte de la historia del aquel suceso histórico en nuestro país.
Para el 22 de mayo de 2014 la Asociación Cultural Sanmartiniana, el Centro de Estudios Históricos y Sociales, conjuntamente con la Municipalidad de Puerto Madryn rindieron un nuevo homenaje a los integrantes de la asociación de buceo “Hermandad del Escrófalo” que participaron en la organización y rescate de la hélice del transporte A.R.A “Villarino” ubicada hoy ubica en Av. Gales y boulevard Brown de nuestra ciudad. En este sitió se colocó cartelería y una placa de bronce que describe la hazaña.
En 2017 varios de los fundadores, aun vivos, fueron homenajeados por el centro de estudios Históricos y Sociales de Puerto Madryn en el museo local. Tuvieron el reconocimiento por ser quienes pusieron las primeras acciones para que Puerto Madryn sea potencia en buceo, actividades, subacuáticas y al posicionamiento de Puerto Madryn como destino turístico
. La declaración vino como fruto de todo el trabajo profesional que año  ras año en la ciudad desarrollan eventos relacionados con la actividad subacuática como la Fiesta Nacional del Buceo, el Operativo Fondos Limpios y el Hundimiento del Arca del Milenio. Además del Vía Crucis Submarino.
El 3 de octubre de 2017 el Congreso de la Nación Argentina declaró, por Ley 27388, a la ciudad de Puerto Madryn  capital nacional del buceo.
El 12 de agosto de 2021 el intendente de Puerto Madryn, Gustavo Sastre, presentó la escuela municipal de buceo “Mariano ‘Malevo’ Medina”, una iniciativa que se alcanzó tras el convenio entre el Municipio y la Asociación Civil “Hermandad Patagónica de Buzos”. La escuela rinde homenaje con su nombre a Medina, quien se destaca, según el intendente, por ser uno de los pioneros de esta actividad, reconocido por todos sus pares y por la comunidad entera como un ícono representativo por sus logros deportivos y por su calidad humana.

### Olimpiadas Azules
Gracias a la agrupación Madryn disfrutó de los exitosos en los campeonatos de caza submarina desde enero de 1970: Se organizó la  I Olimpíada Azul de la Hermandad del Escrófalo, en coincidencia con este evento. Se contó con torneos de waterpolo, saltos ornamentales, competencias de caza submarina, orientación subacuática, carreras en pileta, búsqueda del tesoro subacuático, 3000 metros de natación con aletas, carreras de motonáutica y carreras en apnea y con autorespirador en la pileta.

## Galería

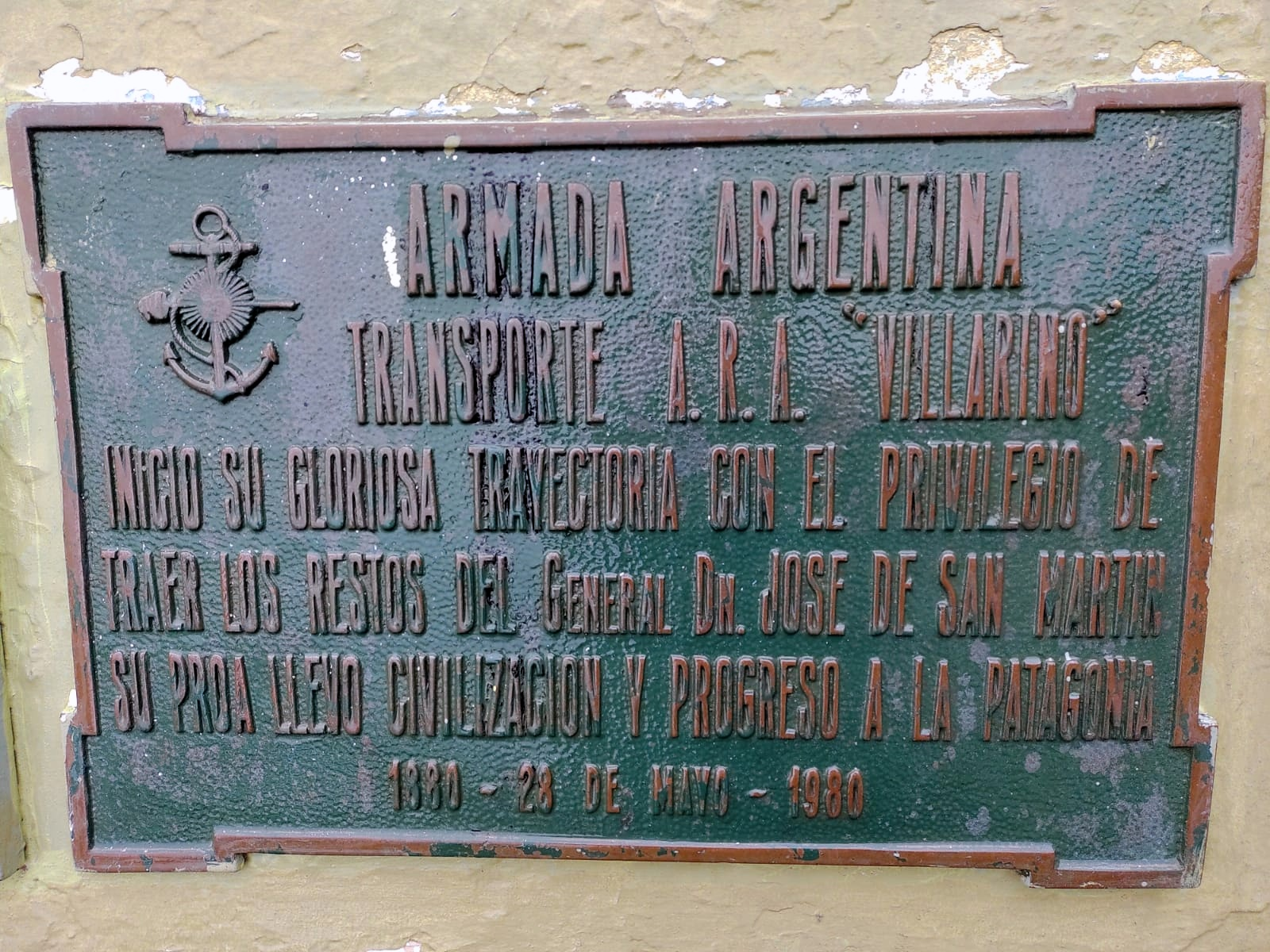
Placa donada por la Armada Argentina. La misma está colocada en Puerto Madryn junto a la hélice del Villarino.
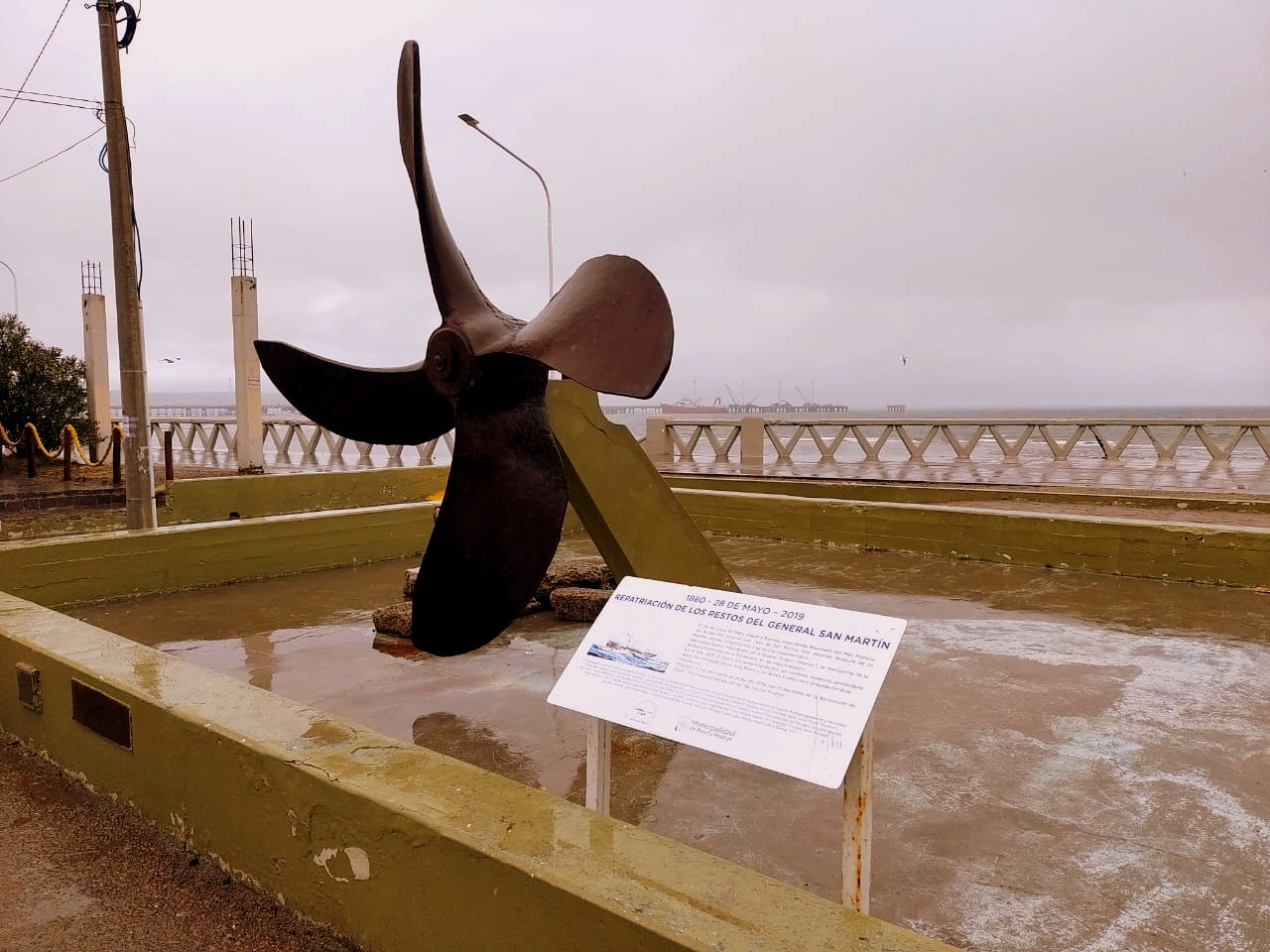
Restos del Villarino a modo de monumento sobre la costanera de Puerto Madryn.